# Carl Christian Jügel

Stifterbild Carl Christian Jügel im Jügelhaus, 1907

Carl Christian Jügel (* 2. Mai 1783 in Düren; † 9. September 1869 in Frankfurt am Main) war ein deutscher Buchhändler und Verleger.

## Leben
Jügel wurde am 2. Mai 1783 in Düren geboren. Mit seinen Eltern, dem Fabrikbesitzer Johann Friedrich Jügel und seiner Frau Anna Wilhelmine Kirberg, zog er nach Berlin, wo er 1797 Lehrling und 1804 Gehilfe in einer Buchhandlung wurde. 1808 zog er nach Frankfurt am Main, wo er erst in der Buchhandlung von Friedrich Wilmans und dann ab 1812 in Johann Karl Brönners Buchhandlung arbeitete.
Jügel berichtete über seine Zeit in der Buchhandlung Brönners viele bekannte Persönlichkeiten des Militärs und der Politik getroffen zu haben. Bei einer Hochzeit im Jahr 1815 trug Jügel auf einer Hochzeit ein Gedicht vor und traf Johann Wolfgang von Goethe, der ihn für seine Dichtung lobte.
Jügel gründete 1823 eine eigene Buchhandlung. Sie spezialisierte sich vor allem auf Fremdenverkehr und verlegte unter anderem Reisebücher. Er sorgte für die Verbreitung der Sprachlehrwerke von Heinrich Gottfried Ollendorff in Form von „Raubdrucken“, da in Frankfurt das französische Urheberrecht nicht galt.
1849 trat er sie an seine Söhne Franz und August ab und begann im Alter von 66 Jahren selbst zu schreiben.

Stifterbild der Söhne Franz und August im Jügelhaus, 1907

1816 heiratete Jügel Maria Schönemann, die Nichte von Goethes Verlobten Lili Schönemann. Sie starb bereits 1831. Jügel war Mitglied der Frankfurter Freimaurerloge Zur Einigkeit. Zu Jügels Geschwistern zählen der Kupferstecher Friedrich Jügel sowie die Landschafts- und Porträtmalerin Henriette Jügel.

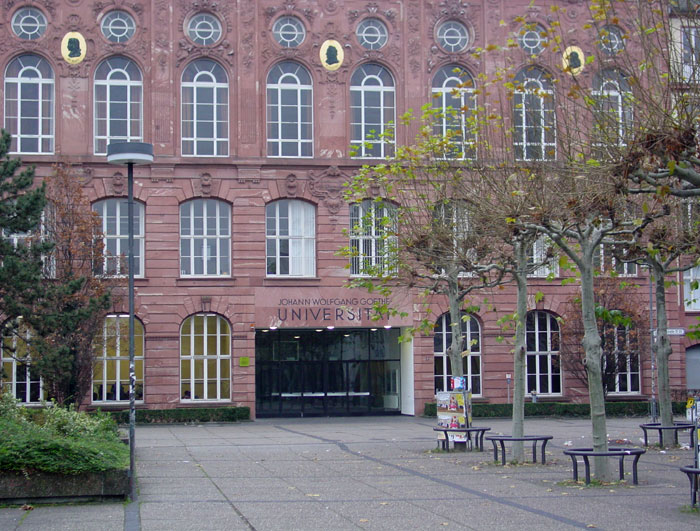
Eingang des Jügelhauses an der Universität Frankfurt am Main

## Carl Christian Jügel-Stiftung
Die Carl Christian Jügel-Stiftung wurde 1901 durch seine beiden Söhne gegründet. Das Stiftungsvermögen betrug etwa zwei Millionen Mark. Sie diente der Wissenschaft und Ausbildung sowie Forschung. Mit dem Stiftungsvermögen wurde das Jügelhaus, das Hauptgebäude der Stiftungsuniversität Frankfurt gegründet.
Der Stiftung sind heute diverse andere Stiftungen angeschlossen. Sie wird vom Magistrat der Stadt Frankfurt verwaltet.

## Werke
- Das Puppenhaus, ein Erbstück in der Gontard’schen Familie. Bruchstücke aus den Erinnerungen und Familien-Papieren eines Siebenzigers. Frankfurt am Main 1857; archive.org.